# Anemosella
Anemosella is een geslacht van vlinders van de familie snuitmotten (Pyralidae), uit de onderfamilie Chrysauginae.

## Soorten
- A. basalis Dyar, 1914
- A. polingalis Barnes & Benjamin, 1926